# Hans Blömer

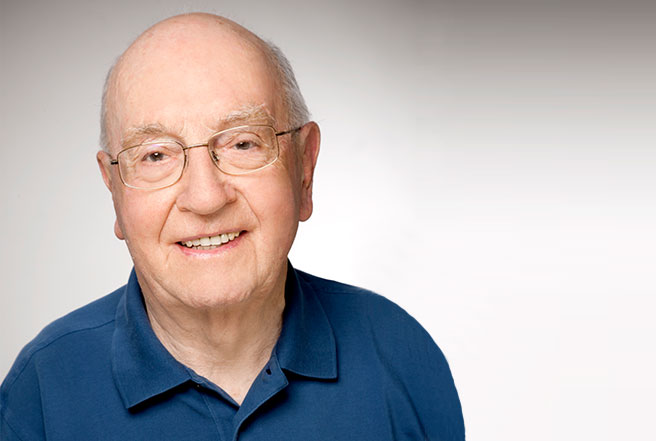
Hans Blömer (2018)

Hans Blömer (* 29. Mai 1923 in Bad Tölz; † 22. April 2020) war ein deutscher Mediziner. Er gilt als Pionier der invasiven Kardiologie und Herzschrittmachertherapie in Deutschland.

## Leben
Hans Blömer war der Sohn eines praktischen Arztes in Kelheim an der Donau. Nach seiner Schulzeit in Metten, dem Kriegsdienst in Italien und dem Studium der Medizin an der Ludwig-Maximilians-Universität München, das er 1950 mit der Promotion abschloss, wurde er zunächst Physiologe. Seine kardiologische Weiterbildung erhielt Blömer in den seinerzeit führenden Zentren, in Stockholm bei Gustav Nylin, in London bei John McMichael und Paul Wood sowie an der Mayo Clinic, USA, bei Howard Bertram Burchell und Earl Howard Wood.

## Wirken
Blömer etablierte an der Technischen Universität München die erste moderne kardiologische Abteilung in München. Er führte 1954 die ersten Herzkatheterisationen in München durch und entwickelte die Phonokardiographie und die Auskultation zu wichtigen diagnostischen Methoden. Hans Blömer wurde 1957 habilitiert und 1964 zum außerplanmäßigen Professor an der LMU München ernannt. Er war seit dem 1. Juni 1960 Chefarzt der I. Medizinischen Abteilung (Schwerpunkt Kardiologie, Angiologie und Pulmologie) am Krankenhaus rechts der Isar. 1967 wurde er zum Ordinarius für Innere Medizin und Direktor der I. Medizinischen Klinik der Technischen Universität München am Klinikum rechts der Isar berufen und etablierte eine der führenden kardiologischen Universitätskliniken. 1980 war er Präsident der Deutschen Gesellschaft für Kardiologie. 1992 wurde er emeritiert.

## Ehrungen und Auszeichnungen
Aufgrund seiner Verdienste um die Deutsche Gesellschaft für Kardiologie (DGK) wurde er zum Ehrenmitglied ernannt, der „Young Investigator Award“ der DGK für Klinische Herz-Kreislauf-Forschung wurde nach ihm benannt. Er erhielt eine Vielzahl von Ehrungen und Preisen, unter anderem die Ernst-von-Bergmann-Plakette (1987), den Werner-Forßmann-Preis, den Bayerischen Verdienstorden und den Bayerischen Maximiliansorden für Wissenschaft und Kunst.

## Veröffentlichungen (Auswahl)
- Herzversagen und Hirndurchblutung. Unter besonderer Berücksichtigung von Blutvolumen, Venendruck und Herzminutenvolumen. München 1957 (Habilitationsschrift, LMU München, 1957).
- Gustav Bodechtel, Hans Blömer: Die Herzfehler. ihre Symptomatologie und Hämodynamik. Urban & Schwarzenberg, München 1963 (2., verbesserte Auflage 1968).
- Auskultation des Herzens und ihre hämodynamischen Grundlagen. Mit einem Geleitwort von Gustav Bodechtel. Urban & Schwarzenberg, München 1967 (2., unveränderte Auflage 1969).
- Der Mensch im Spannungsfeld von Medizin und Technik am Beispiel des elektrischen Herzschrittmachers. Donau Courier, Ingolstadt 1992.